# Wilson-Loop
Der Wilson-Loop (oder Wilson Line) {\displaystyle W_{C}}, benannt nach Kenneth Wilson, einem Pionier der Gittereichtheorien, ist ein Erwartungswert eines Operators in Eichtheorien, der zur Unterscheidung der unterschiedlichen Phasen der Theorie dient.

## Definition
Der Wilson-Loop wird als eichinvarianter Erwartungswert eines Phasenfaktors definiert, bei der die Feldvariablen der Eichtheorie, die (Vierer-)Vektorpotentiale {\displaystyle A_{\mu }} mit Werten in der Lie-Algebra der zugrundeliegenden Lie-Gruppe {\displaystyle G} der Eichtheorie, längs eines geschlossenen Weges (englisch Loop) miteinander multipliziert werden:
{\displaystyle W_{C}=\mathrm {Tr} \,\left\{{\mathcal {P}}\exp i\oint _{C}A_{\mu }dx^{\mu }\right\}}
Dabei bezeichnet
- {\displaystyle C} den geschlossenen Weg
- {\displaystyle {\mathcal {P}}}, dass das Produkt der Operatoren längs des Weges geordnet ist.
- {\displaystyle Tr} (englisch Trace) die Spur bezüglich der Eichgruppe {\displaystyle G}. Wegen der zyklischen Invarianz dieser Spur ist der Operator eichinvariant.

## Anwendung

### Gittereichtheorien
Ein Hauptanwendungsgebiet der Wilson-Loops sind Gittereichtheorien, wo aus ihnen Ordnungsparameter für verschiedene Phasenzustände gewonnen werden.
In der Quantenchromodynamik beispielsweise (betrachtet als Quantenfeldtheorie auf einem Gitter bei endlicher Temperatur) werden mit den Wilson Loops unterschieden:
- Confinement-Phasen, wenn sich der Ausdruck im Exponenten in der räumlichen Dimension flächenhaft verhält (proportional zur umschlossenen Fläche; area law). Dies kann man sich als Folge der additiven Beiträge vieler farbelektrischer confinement-Flusstuben vorstellen. Das zugehörige Potential nimmt linear mit dem Abstand zu, ähnlich dem elastischen Verhalten eines Gummibandes.
- Deconfinement-Phasen, wenn sich der Ausdruck im Exponenten in der räumlichen Dimension linear verhält (proportional zum Umfang der Schleife {\displaystyle C}; circumferential law). Hier gibt es keine Fluss-Beiträge durch die Schleife bzw. sie heben sich im Mittel auf. Das zugehörige Potential verhält sich umgekehrt proportional zum Abstand, wie in der Elektrodynamik (Coulombphase).

Die Wilson-Loops werden dabei über geschlossene Kurven in der Raum-Zeit gebildet, wobei die Zeit imaginär angenommen wird, so dass sich ein euklidischer Formalismus ähnlich wie bei der statistischen Mechanik ergibt, nur in vier Dimensionen. Dabei ist die entsprechende Temperatur umgekehrt proportional zur Zeit, und es werden periodische Randbedingungen angenommen. Die geschlossenen Kurven werden üblicherweise über eine Zeit- und eine Raumrichtung geführt; dann entsprechen die Wilson-Loops im Kontinuum-Limes des Gitters der Berechnung des Quark-Antiquark-Potentials. Es werden aber auch rein räumliche Schleifen betrachtet.

### Elektrodynamik
In der Elektrodynamik ist {\displaystyle \oint _{C}A_{\mu }dx^{\mu }}  identisch mit dem magnetischen Fluss durch die Schleife {\displaystyle C}, falls diese räumlich ist, wie sich durch Anwendung des Satzes von Stokes ergibt.

### Stringtheorie und Quantengravitation
Wilson-Loops werden auch in der Stringtheorie betrachtet. Hier ergibt sich die Möglichkeit nicht kontraktibler (zusammenziehbarer) Loops in den kompaktifizierten Extra-Dimensionen, je nach deren Topologie.
In der Loop-Quantengravitation von Ashtekar spielen Wilson-Loops eine große Rolle als fundamentale Basiszustände einer quantisierten Gravitationstheorie. Dort wird ein Paralleltransport eines Vierbeins längs eines geschlossenen Weges betrachtet. Das ist in direkter Analogie zu den Wilson-Loops in den Eichtheorien, deren Beschreibung mathematisch ähnlich ist (Faserbündel mit zugehörigen, den Paralleltransport beschreibenden  Zusammenhangsformen ("connections"), die im Fall der Eichtheorien mit den Eichfeldern identisch sind).
Seit den 1990er Jahren wird in der Quantengravitation statt der Wilson-Loops zunehmend der Formalismus der Spin-Netzwerke verwendet.